# 阿拉约尔
阿拉约尔（西班牙語：Alayor）是西班牙巴利阿里群岛的一个市镇。总面积110平方公里，总人口7108人（2001年），人口密度65人/平方公里。